# Namor
Namor the Sub-Mariner (en Hispanoamérica: Namor el Submarinero, en España: Namor el Príncipe Submarino), cuyo nombre real es Namor McKenzie, es un personaje ficticio que aparece en las publicaciones de Marvel Comics. Su creador, Bill Everett, vendió los derechos del personaje a Timely Comics (enero de 1938), siendo publicados en los cómics estadounidenses por Marvel Comics. Debutando a principios de (1939), el personaje fue creado por el escritor y artista Bill Everett para Funnies Inc., uno de los primeros "empaquetadores" en los primeros días de los cómics que proporcionaban cómics a pedido a los editores que buscaban ingresar al nuevo medio. Inicialmente creado para el cómic inédito Motion Picture Funnies Weekly, el "Sub-Marinero" apareció por primera vez públicamente en Marvel Comics # 1 (enero de 1939): el primer cómic de Timely Comics, el predecesor de la compañía Marvel Comics entre 1930 y 1940. Durante ese período, conocido por los historiadores y fanáticos como la Edad de oro de las historietas, Namor fue uno de los tres personajes principales de Timely, junto con el Capitán América y la Antorcha Humana original. Everett dijo que el nombre del personaje estaba inspirado en el poema de Samuel Taylor Coleridge The Rime of the Ancient Mariner. A Everett se le ocurrió "Namor" al escribir nombres de sonidos nobles al revés y pensó que Roman / Namor sonaba bien.
Como hijo mutante de un capitán marino humano y una princesa del Reino submarino de la Atlántida, Namor posee la superfuerza y las habilidades acuáticas de la raza Homo mermanus, así como la capacidad mutante de vuelo, junto con otros poderes increíbles. A través de los años, ha sido presentado tanto como antihéroe como superhéroe con tendencia a perder los estribos, o como un invasor hostil que busca venganza por los errores percibidos que los habitantes de la superficie mal guiados cometieron contra su reino. El primer antihéroe de cómic conocido, Namor ha seguido siendo un personaje de Marvel históricamente importante y relativamente popular. Ha servido directamente con Los Vengadores, Los 4 Fantásticos, los Invasores, Los Defensores, y los X-Men.
Ténoch Huerta interpreta al Rey de Atlantis en la película del Universo cinematográfico de Marvel para Black Panther: Wakanda Forever (2022) y será el villano de Shuri, la Pantera Negra y regresará en Avengers: Doomsday (2026).

## Historia de la publicación

### Edad de oro
Namor el Hombre Submarino apareció por primera vez en Marvel abril de 1939 en el prototipo para un cómic de regalo planificado titulado Funnies el Semanal, producido por la editora de cómics Funnies S.A.. Las ocho únicas muestras conocidas de aquellos bocetos creados para espectadores de cine, fueron descubiertas en 1974 en el estudio del editor difunto. Cuando la idea de regalo fracasó, el creador Everett usó el personaje para Marvel Comics #1, el primer cómic de Funnies, S.A., precursor de Marvel Comics.
El antihéroe, tiempo después lucharía contra la Antorcha Humana, y más tarde, ambos entraron en la Segunda Guerra Mundial, contra los Poderes de Eje. Otros héroes recurrentes en sus historias fueron su prima Namora y su prometida Dorma.

### Edad de plata y después
Namor regresó en Fantastic Four # 4 (mayo de 1962), donde un miembro del equipo titular de superhéroes, Johnny Storm, la nueva Antorcha Humana, lo descubre viviendo como un hombre amnésico sin hogar en la sección Bowery de Manhattan. Johnny Storm lo ayuda a recuperar su memoria, y Namor regresa de inmediato a su reino submarino: identificado, por primera vez en el canon de Marvel, como Atlantis. Al encontrarlo destruido por los ensayos nucleares, Namor asume que su gente está dispersa y que nunca los encontrará. De nuevo se convierte en un antihéroe durante este período, como dos elementos, una sed de venganza y una búsqueda de identidad, dominarían las historias de Sub-Marinero de los años sesenta. Era un villano y un héroe: atacaba a la raza humana que destruyó su hogar, pero mostraba una gran cantidad de nobles personas.

## Biografía del personaje ficticio

### Primeros años
Namor nació en 1915, en la ciudad capital del imperio atlante, inicialmente sin nombre, y luego ubicado frente a la costa antártica. Su madre era la hija del emperador Thakorr, Fen, y su padre, un capitán de marina estadounidense, Leonard McKenzie, del rompehielos Oracle; se habían enamorado y se habían casado a bordo de un barco mientras ella estaba, sin que él lo supiera, espiando a los intrusos humanos. Cuando Fen no regresó, los guerreros atlantes atacaron el Oráculo, evidentemente matando a McKenzie, y devolvieron a Fen a su reino. El mutante de piel rosada, Namor nació posteriormente entre los atlantes de piel azul. Se convirtió en el Príncipe de la Atlántida y en un guerrero para su pueblo contra los "habitantes de la superficie".
En algún momento, cuando Namor era un niño, la gente de Atlantis se mudó y construyó un nuevo reino cerca del Noroeste del Pacífico. Allí, Namor se haría amigo de una joven llamada Sandy Pierce, la hija del acaudalado empresario Henry Pierce. Durante este tiempo, Namor también se encontraría con su prima Namora, que lleva su nombre. Años después, cuando era adolescente, Namor se volvería a conectar con Sandy, revelándole su identidad y comenzando una relación. Debido a la fuga de petróleo del suelo hacia Atlantis, y el padre de Sandy enfrentando una ruina financiera debido a problemas con su plataforma petrolera, Namor llegó a un acuerdo con Henry para ayudarse mutuamente.
En un intento de desacreditar a Namor a los ojos de los atlantes, su primo Beemer primero atacó a Sandy y a su padre y destruyó la plataforma petrolera. Con el petróleo amenazando con envenenarlos, los Atlantes tuvieron que reubicarse para regresar al Océano Pacífico del Sur. Sandy decidió unirse a ellos, pero desaparecería.

### Segunda Guerra Mundial
En 1939, Namor se hizo amigo de la mujer de la policía de la ciudad de Nueva York, Betty Dean, quien le suplicó que ayudara en el esfuerzo de los Aliados contra los poderes del Eje durante la Segunda Guerra Mundial. A pesar de negar originalmente sus súplicas y atacar a Nueva York en múltiples ocasiones debido a sus provocaciones, Namor decidió unirse a la causa de los Aliados contra los nazis en septiembre de 1940.
Después del ataque a Pearl Harbor y a los Estados Unidos que se unieron oficialmente a la guerra en 1941, Namor formó el equipo de superhéroes, los Invasores, compuesto originalmente por él mismo, el Capitán América, Bucky, la Antorcha Humana original y Toro. En 1944, Namor y los Invasores irían a Wakanda, donde se encontrarían con T'Chaka, el rey y la Pantera Negra de la nación.

### Los Cuatro Fantásticos y el mundo moderno
Namor pronto resultó herido después del incidente del género en Stony Plain, Alberta. Después de haber sido encontrado en Fantastic Four # 4 se muestra viviendo en el distrito de Bowery de Manhattan, como un amnésico abandonado. Al recuperar su memoria en esta historia, se enfurece al enterarse de que el sitio original de Atlantis fue destruido por pruebas nucleares, y sus habitantes fueron evacuados. Namor jura vengarse de la humanidad, pero después de varios ataques frustrados por superhéroes, incluyendo Fantastic Four # 6, 9 y 14 (septiembre y diciembre de 1962, mayo de 1963), Strange Tales # 107 (abril de 1963), encuentra a su gente y lanza una invasión fallida de la ciudad de Nueva York en Fantastic Four Annual # 1 (1963).
Sin embargo, en algún momento antes de su regreso como submarino, Namor se hizo amigo de la familia de su compañero veterano de la Segunda Guerra Mundial, Randall Peterson. Incluso cuando Namor perdió sus recuerdos después de la pelea con Destine, instintivamente recordó su conexión con su familia cuando la hija de Randall, Nay Peterson entró en labor de parto. El Sr. McKenzie viviría entre la casa de Randall por un tiempo más, hasta que Charles Xavier se le acercara. Namor se uniría a él durante un tiempo en la búsqueda de otros mutantes muy parecidos a ellos, durante estos viajes se reveló por qué Namor sufrió episodios de desequilibrio emocional. El profesor Xavier intentaría ahondar en la mente de los sub-marineros para sofocar su trauma personal de la Segunda Guerra Mundial. Esto, en cambio, solidificó el trastorno bipolar que padece Namor a lo largo de su vida, que culminó en la manifestación de un engaño modelado a partir de otro amigo que había perdido ante el Partido Nazi muchas décadas después.
Namor Mackenzie regresa a Atlantis para casarse con su prima real, Lady Dorma. En Sub-Mariner # 37 (mayo de 1971), la malvada princesa Llyra de Lemuria, otra cultura submarina, secuestra y reemplaza a Dorma en la boda, con la esperanza de usurpar el reino de Namor. Aunque el matrimonio de Namor con Dorma aún es oficial, ella muere como resultado de las maquinaciones de Llyra. En los números # 45–46 (noviembre-diciembre de 1971), Namor finalmente se encuentra con su padre, quien se cree muerto hace tiempo, solo para perderlo cuando McKenzie da su vida en la batalla contra el supervillano Tiburón Tigre.
Namor se alía con el "no equipo" de los Defensores inicialmente en Marvel Feature # 1–3, diciembre de 1971 - junio de 1972, luego en la serie The Defenders. Después de ser depuesto de su trono, Namor se une al equipo de superhéroes Los Vengadores. Está casado brevemente con Marrina, una extraterrestre acuática y una miembro del súper equipo canadiense Alpha Flight. Más tarde se presume que la mataron, pero luego se reveló que estaba en coma, de lo que Namor no se da cuenta.
Los oceanógrafos de padre e hija, Caleb y Carrie Alexander, que teorizan que la propensión de Namor hacia la rabia se debe a su química de sangre mitad atlante, mitad humano, equipan a Namor con un monitor para advertir cuándo debe buscar aire o agua. Esto le permite a Namor controlar su metabolismo. Recolecta tesoros hundidos para financiar su compra secreta de una corporación que cambia de nombre a Oracle Inc., a la que recurre con fines de conservación y medioambientales. Más tarde, Namor pierde sus alas de tobillo durante una batalla con el monstruo de basura animado Sluj, pero luego se restauran. Mientras continúa sus actividades comerciales, Namor viaja a la dimensión de K'un-L'un, donde encuentra y trae al superhéroe, Puño de Hierro, que había sido presuntamente muerto durante muchos meses. Namor una vez más gobierna Atlantis, y Oracle comienza a patrocinar al súper grupo caritativo Héroes de Alquiler.
En los One Shot- Nuevos Vengadores: Illuminati (mayo de 2006), Namor se revela haber sido miembro durante varios años del grupo de políticas clandestina del Illuminati, Mister Fantástico, Iron Man, Doctor Strange, Profesor X y Black Bolt. En la serie Sub-Mariner vol. 2, # 1–6 (agosto de 2007 - enero de 2008), descubre a su hijo perdido hace mucho tiempo, Kamar, que intenta usurpar el trono de la Atlántida, pero es asesinado por el supervillano Nitro.
En 2011, Namor se unió al equipo de superhéroes mutantes X-Men. Namor ayudó con la Maldición de los Mutantes, y los eventos de Avengers vs. X-Men, antes de unirse a los Illuminati, y All-New Invaders. Ese mismo año, durante la historia de "Miedo Encarnado", Namor recluta la ayuda de Lyra, Loa, Silver Surfer y Doctor Strange después de que Attuma lo expulsa de su reino, que se transformó en Nerkodd: Destructor de Océanos. Más tarde, son atacados por los infames, demonios que traspasan la dimensión de la Tierra como resultado del pánico global que debilita las barreras entre las dimensiones y que hacen un trato con Nerkodd para ayudarles a tomar el control de la Tierra.
Cuando los X-Men se mudaron a Utopia en la costa de San Francisco, Namor los ayuda debido a su simpatía por su condición de forasteros. Como resultado, se alía con los X-Men durante la guerra posterior con los Vengadores por la llegada de la Fuerza Fénix a la Tierra, y finalmente se convirtió en uno de los 'Cinco Fénix' cuando la Fuerza Fénix se fractura entre ellos, Cíclope, Emma Frost, Coloso y Magik. Finalmente, es derrotado por un ataque masivo de los Vengadores cuando ataca a Wakanda, convirtiéndose en el primero de los Cinco Fénix en caer.
Después de haber recuperado sus sentidos después de ser uno de los Cinco Fénix, Namor se reincorpora a los Illuminati cuando Pantera Negra pide su ayuda (Bestia que reemplaza al Profesor X fallecido) al tratar con un evento de incursión, ya que un universo alternativo amenaza con chocar con los suyos. Aunque se ven obligados a destruir a la otra Tierra para proteger a los suyos, los Illuminati deciden continuar protegiendo a su Tierra de tales eventos, solo para que Namor haga detonar un dispositivo antimateria para destruir otra Tierra cuando los otros no puedan recuperarse para hacerlo. Creyendo que la moralidad de los Illuminati los está frenando, Namor reúne a una nueva Camarilla para lidiar con las incursiones, pero a pesar de que el equipo logró la legitimidad de los protectores de la Tierra, Namor se cansa de la matanza general que realizan para preservar su universo. Aunque colabora con los Illuminati en un plan para destruir a la Cábala atrapándolos en la próxima Tierra que será destruida, Pantera Negra y Black Bolt lo dejan para que muera con la Camarilla, disgustado por sus acciones anteriores. Una segunda incursión simultánea permite a Namor y la Camarilla escapar a la tercera Tierra, en el Ultimate Universo.
Los miembros del nuevo Escuadrón Supremo evacuan y destruyen Atlantis después de considerarla una amenaza para la paz mundial. Hyperion decapita a Namor en represalia por los mundos destruidos por la Camarilla. Debido a un contratiempo con la máquina del tiempo mágicamente mejorada de Mister Fantástico, los fantasmas de distorsión de tiempo de Doctor Espectro e Hyperion se devuelven en el tiempo donde este incidente provocó la revitalización de Namor.
Durante la historia de "El Imperio Secreto", Namor había estado sosteniendo el fragmento de Cubo Cósmico y se preparó para cambiarlo por el falso antes de la invasión de HYDRA en la Atlántida. Cuando los Vengadores de Hydra encontraron el falso fragmento de Cubo Cósmico, allanaron el templo atlante en el que se encontraba. El Capitán América luego pone a Namor en una posición en la que se verá obligado a firmar un tratado de paz que le permita a Hydra acceder al Cósmico Fragmento de cubo en la Atlántida. Se revela que Namor también encontró y escondió a su viejo aliado Soldado del Invierno, quien sobrevivió de ser lanzado por Zemo, y se le ofreció disfrazarse como su guardaespaldas no identificado. Con los héroes finalmente encontrando una manera de derrotar a Hydra ubicando las piezas restantes de Cubos Cósmicos antes de Hydra, Namor y Bucky finalmente se unen a sus aliados para su batalla final contra Hydra en Washington D. C.

### Marvel Legacy & Fresh Start (2017-presente)

#### Vengadores
Namor se estrella en la batalla de Tiburón Tigre con Mantarraya, donde exigió su lealtad. Cuando Mantarraya intentó razonar con Namor, fue atacado por los tiburones de guerra convocados por Namor. Esto hizo que Tiburon Tigre jurara su lealtad a Namor. Los dos forman los Defensores de las Profundidades con Orka, Andrómeda, Echidna, los Piranhas, Bloodtide y Manowar, y King Crab, miembros de Fathom Five. Namor afirma que los habitantes de la superficie pueden tener su tierra y los Vengadores, mientras que los Defensores de las Profundidades protegerán los océanos y los que viven dentro de ellos. Los Defensores de las Profundidades se encontraron con los Vengadores, donde el Capitán América expresa su decepción por el hecho de que Namor por Mantarraya casi muera. Su lucha es estrellada por la Guardia Invernal, quienes también están tras los Defensores de las Profundidades. Los Defensores de las Profundidades se escaparon.

#### La mejor defensa
El enloquecido Namor se aventuraría a buscar otras vías para consolidar un poder de guerra sólido mientras defendía los océanos de los habitantes de la superficie. Mientras que los Defensores de las Profundidades tratan con Hydropolis, Namor buscaría una secta astillada de los Atlantes, largamente defectuosa conocida como Vodani, para fortalecer su guerra contra los odiados respiradores, pero desde hace mucho tiempo se habían alejado de los océanos de la Tierra y otro planeta. Algo que Namor no averiguaría hasta después de haber ido a buscarlos, sin saberlo, tropezó con un complot de demonios para destruir la tierra con fines de lucro. Namor buscaría hacer una alianza con los náufragos atlantes para reforzar sus ejércitos. Se le hizo creer que venciendo a un viejo enemigo de su sociedad, considerarían la propuesta de Namor. Pero la tarea de matar a una criatura para ganar su confianza era una caza de snark. Una artimaña creada por el Rey Vodani para dejarlo más vulnerable a un ataque furtivo que tenían preparado para el Submarinero, tanto si tuvo éxito como si no. A medida que los Vodani y su líder habían llegado a despreciar todo lo relacionado con lo que venían a ver como atlantes impuros, optaban por matarlos a la vista en lugar de hablar con ellos. Un furioso Namor lucharía contra el líder rival, pero se vio superado rápidamente y estaba a punto de morir. Hasta que aprovechó ciertas ideas, aprendió a usar un portal que conducía al mundo natal de Vodani desde la Tierra, haciendo volar a su odioso adversario a las vacías profundidades del espacio donde se asfixiaría y moriría, como lo haría Namor si no fuera por la inesperada llegada a la forma de una bendición cósmica. Al encontrar ayuda en un viejo colega de sus días en los Defensores, Namor aprende de Silver Surfer sobre un viejo enemigo que se ha convertido en una amenaza universal que ahora se dirige hacia el sistema Sol Star. Para alimentar a una entidad cósmica conocida como el motor de destrucción del Conductor, Nebulon, que se ha aferrado parasitivamente a ella a través de un trato de demonios conducido por agentes del infierno, dirige su horno cósmico hacia Vodon para usarlo con el fin de avivar el fuego. Sin que lo supiera Namor, sin embargo, en un momento dado, Doctor Strange y el Inmortal Hulk también estuvieron involucrados en la calamidad provocada por el infierno y el adversario poseído por el demonio. Mientras que en su final, Namor haría un sacrificio a la hija del monarca que había matado. Tanto para salvar el planeta después de ser lanzado desde su órbita como para socavar a su nueva reina y forjar la alianza que había buscado en primer lugar. Pero la mujer desdeñada reprendió su petición y usa su poder sobre la bioelectricidad para alimentar al Silver Surfer con el propósito de enviar al planeta Vodan a un sistema estelar sin planetas para evitar que se congele hasta morir. Su plan ahora destruido por su exilio de su mundo, Namor regresa a la Tierra para reanudar su guerra con los habitantes de la tierra después de citar en broma cómo el no Equipo de los Defensores lo había salvado de la aniquilación. Luego cita a Silver Surfer para que todos se reúnan y coman shawarma en algún momento.
Namor volvería a prepararse para asimilar atolones atlantes en su atuendo militar, esta vez buscando una secta de soldados de choque conocidos como los Sea Blades que desertaron de Atlantis hace más de una década debido a la herencia de la superficie de su futuro rey. Encontraron otra secta separatista con la que se habían mezclado mientras estaban secuestradas lejos de la ciudad principal.
Mientras las cuchillas se preparaban para atacar a su líder devuelto, Namor mostró sus nuevas habilidades de cambio de agua partiendo los océanos y dejando que los Sea Blades y su líder se asfixien a menos que le cedieran el liderazgo. Después de dicho altercado, repasaría sus planes de guerra con el almirante marino Karris mientras el resto de sus fuerzas hicieron su peregrinación de regreso a la Atlántida. Tan sorprendido fue el que alguna vez rechazó al ejecutor naval que inmediatamente firmó con el plan de Namor para cambiar el mundo. Revelando eso en secreto con su guía Marchen con la que solo Namor puede ver e interactuar. Los técnicos atlantes de Namor han estado fabricando algún tipo de bomba que apuntará al ADN humano específico. Para ese fin, encarcelaría al metahumano criminal Hydro-Man con el fin de desviar su poder sobre el agua en sí mismo.

#### Invasores
Cuando su antiguo amigo, el Capitán América, se presentó ante los Atlantes para negociar un acuerdo con Namor, atacó al Capitán América con furia mientras hablaba de cómo la Atlántida ha tomado el calor de las batallas del mundo de la superficie una y otra vez. Una vez más, mostrando su poder sobre el agua al separar los océanos después de destrozar el casco de respiración de Roger, Namor lo deja ir y le dice que la próxima vez que se encuentren, no habrá piedad.

## Poderes y habilidades
Debido a su herencia genética, Namor es único entre los humanos comunes y atlantes; a veces se le conoce como "el primer mutante de Marvel" porque, si bien la mayoría de sus poderes observados provienen del hecho de que es tiene ADN humano y de atlante, su capacidad para volar no puede ser explicada por ninguno de los dos lados (atlantes). Son una rama de la "línea de base" de la humanidad); sin embargo, en términos de cronología in-continuidad, existían muchos mutantes antes de Namor. Namor posee una fisiología completamente anfibia adecuada para presiones extremas submarinas, fuerza en abundancia, velocidad, agilidad, durabilidad, vuelo y longevidad. Namor tiene la capacidad de sobrevivir bajo el agua durante períodos indefinidos, y una visión especialmente desarrollada que le permite ver claramente en las oscuras profundidades del océano.
Bill Everett, en su primera historia de Sub-Marinero, describió al personaje como "un ultrahombre de las profundidades [que] vive en tierra y en el mar, vuela en el aire, superficie [y] tiene la fuerza de mil hombres". No se mencionaron otros poderes. Cuando la serie fue revivida en 1954, Namor perdió sus alas de tobillo y con ellas el poder de vuelo; ellos, y toda su fuerza, fueron restaurados en Sub-Mariner Comics # 38 (febrero de 1955), en la que Everett escribió además una historia de flashback, "Wings on His Feet", que detalla su aparición en Namor a la edad de 14 años. Esta historia fue Reimpreso dos veces durante la Edad de plata de las historietas, en Marvel Super-Heroes # 17 (noviembre de 1968), y en el libro Comix de Les Daniels.
Namor tiene la capacidad de nadar a velocidades increíbles, incluso para los estándares atlantes.
Namor tiene mayor longevidad que un ser humano normal. Tiene casi 100 años de edad ya que nació en 1920 en la línea de tiempo de Marvel, pero tiene la apariencia de un hombre en su mejor momento. Su identidad como un superhéroe anterior a la Segunda Guerra Mundial está bien establecida, por lo que está menos sujeto a la escala de tiempo del universo Marvel.
Durante la pelea original de Namor con la Antorcha humana en Marvel Mystery Comics # 8 (junio de 1940, y la primera pelea entre los superhéroes en aparecer en cualquier medio), Namor pudo expulsar por la fuerza agua de su cuerpo para extinguir los incendios, aunque resultó inútil contra la Antorcha.
Después de que fue revivido una vez más en la década de 1960 por Stan Lee y Jack Kirby, Namor demostró poderes de varias selecciones que no se habían mostrado en historias anteriores. Una nota editorial en Marvel Tales # 9 (julio de 1967), declaraba explícitamente que "Namor náutico ha perdido su poder para imitar las características de los peces..." Según uno de los guionistas de Sub-Marinero, Roy Thomas: "En cuanto a Poderes eléctricos y de otros tipos marinos. Se usaron en una o dos historias en FF y la serie Antorcha Humana en Strange Tales, luego se eliminaron, como uno de los errores tempranos (y bastante perdonables) de Stan [Lee] y Jack [Kirby] La explicación, dada en una reimpresión de un combate Antorcha / Namor unos años más tarde, esporádicamente muestra sentidos mejorados que tienen una vista que permite ver en las profundidades oceánicas más profundas, escuchar cuando un banco de peces da vuelta a un rincón de un mundo lejano e incluso sentir cuando las corrientes más profundas cambian en un grado mínimo.
En todas sus encarnaciones, Namor posee una fuerza sobrehumana y, con las posibles excepciones de Orka y Tyrak en su tamaño completo, es el Atlante más fuerte que se haya conocido. El nivel exacto de su fuerza depende de su contacto físico con el agua, en el que no necesita estar sumergido. Se ha demostrado que es suficiente para lanzar sin esfuerzo un transatlántico lleno de agua, a pesar de la viscosidad bajo el agua. Su fuerza disminuye lentamente cuanto más tiempo está fuera del contacto con el agua, aunque un período prolongado en la tierra no resulta en su muerte, como lo haría para un atlante típico, y su poder se mantiene por completo mientras se mantenga mojado. Namor posee resistencia sobrehumana y resistencia a las lesiones debido a su naturaleza híbrida. El nivel de fuerza de Namor es tal que se ha mantenido en combate cuerpo a cuerpo con seres tan poderosos como Hulk en el pasado.
Algunas historias mencionan que Namor tiene agallas para respirar bajo el agua, por ejemplo, en Namor, el Submarino # 5, Namor piensa que "el agua de este río de Nueva York me quema las agallas y me quema los pulmones", y artistas como Salvador Larroca lo han dibujado con hendiduras branquiales a ambos lados de su cuello. En The Sub-Mariner # 18–22 (1969–70), los seres del espacio exterior cerraron quirúrgicamente las agallas de Namor por un tiempo, dejándolo con la capacidad de respirar aire pero sin poder respirar bajo el agua. Otras fuentes han afirmado que sus pulmones contienen membranas difusoras de oxígeno que le permiten respirar bajo el agua.
Namor posee una relación telepática con todas las formas de vida marina. Él es capaz de comunicarse mentalmente con la mayoría de las formas de Ichthyoid, Cephalopod, Plankton, Anthozoa, Csnidarian, etc; y puede persuadirlos mentalmente para que cumplan sus órdenes. Namor puede comunicarse mentalmente con otros atlantes y dar órdenes mental-telepáticas a todos sus hombres.
Debido a un aspecto único de su naturaleza híbrida, no compartida por Namorita, se teorizó que Namor es vulnerable a los desequilibrios de oxígeno en su sangre que desencadenan cambios de humor maníaco-depresivos; Puede prevenir desequilibrios por inmersión regular en agua.
Namor emite un sentido de carisma que la mayoría de las mujeres tienden a encontrar cautivador. Muchas de las damas que han entrado en su vida dejaron en claro su atracción por su personalidad masculina, ligeramente extraña, de formas tanto sutiles como flagrantes. Reacciona a tales avances con gratitud teñida con una leve distancia nacida de la etiqueta monárquica.
Namor es un líder natural, formado por la familia real de la Atlántida como digno heredero del trono. Históricamente ha llevado a las tropas a la batalla con el éxito de expertos. Su comportamiento interpersonal típico tanto con el sujeto como con el amigo limita con lo distante; esto es más un sentido de nobleza regia más que de esnobismo.
Namor fue dado posesión de la gema del tiempo. Esta gema permite al usuario un control total sobre el pasado, el presente y el futuro. Permite viajar en el tiempo, puede envejecer y envejecer a los seres, y se puede usar como arma para atrapar enemigos o mundos enteros en interminables ciclos de tiempo. Después de que Capucha intentara robar las gemas, Namor ayudó brevemente a Thor a recuperar la gema del fondo del océano para evitar que Capucha la adquiriera, antes de que se le confiara la gema de poder ya que las gemas se dividieron entre los nuevos Illuminati: Steve Rogers reemplazó a Black Perno - una vez más.
Publicaciones posteriores muestran que Namor es mucho más poderoso que nunca. Se ha demostrado que es físicamente lo suficientemente fuerte y lo suficientemente fuerte como para luchar contra la nueva lista de Vengadores y ganar sin ayuda. Fácilmente capaz de igualar físicamente el poder de Thor y Iron Man, recibir un golpe cósmico directo de la Capitana Marvel, sobrevivir a una explosión de rayos gamma en el punto de She-Hulk y recuperarse de ser atropellado por el Hellcharger de Ghost Rider casi al instante. Otra adición a sus habilidades es su poder sobre el agua en sí misma, ya que de alguna manera ha absorbido las habilidades de Hydro-Man y las ha utilizado mejor que nunca. Usando su hidrokinesis para inundar una celda de la prisión de Roxxon, a unos kilómetros de distancia del océano a través de la línea de alcantarillado del complejo de la instalación, y nuevamente cuando fue a reclutar a una secta atlante desertada desde hace mucho tiempo en preparación para la guerra en el mundo de la superficie, literalmente los mares alrededor de su propio reino solo para devolver las aguas a su lugar.
Namor fue educado por los tutores reales de la corte atlante, y habla inglés, atlante y lemuriano. Él es un ejecutivo de negocios altamente calificado.

### Habilidades anteriormente descritas
En The Fantastic Four # 9 (diciembre de 1962), Namor declara: "¡Tengo los poderes de todas las criaturas que viven debajo del mar! ¡Puedo cargar el aire con electricidad, usando el poder de la anguila eléctrica!" En el mismo tema, "el sentido de radar de los peces de las cuevas desde las profundidades más bajas del mar" le permite sentir la presencia de Sue Storm cuando es invisible. Utiliza "el poder para rodearse de electricidad a la manera de una anguila eléctrica" de nuevo en Strange Tales # 107 (abril de 1963) y # 125 (octubre de 1964); en el primero, manifiesta el poder de inflar su cuerpo como un pez globo. Estos poderes adicionales fueron ignorados, cuando Marvel le dio a Namor su propia característica a partir de Tales to Astonish # 70 (agosto de 1965).
Otra habilidad desconocida en la Edad de Oro y que rara vez se muestra es su relación empática con muchas formas de vida marina. Tenía una relación de empatía limitada con Namorita, pero solo como resultado de haber recibido uno de sus "pendientes mágicos" (que ya hace mucho que desapareció).
Una nota editorial en Marvel Tales # 9 (julio de 1967), que reimprimió la historia de Strange Tales # 107, declaró explícitamente que "Namor náutico ha perdido su poder para imitar las características de los peces...". de la continuidad cómica en Spider-Man: The Video Game, de 1991. Además, Namor empleó estos poderes "perdidos" de forma semipreparable en su serie de los 90, bajo la pluma de John Byrne. En Marvel Mystery # 2 (diciembre de 1939), Namor una vez tuvo una función de hidratación personal de su fisiología, una vez que un peatón fue incendiado por la luz de un cigarrillo. Su cuerpo excreta agua de sus poros individuales, apagando las llamas.

## "El primer mutante de Marvel"
Marvel ha identificado repetidamente a Namor como "el primer mutante de Marvel", lo cual es cierto con respecto al orden en que apareció el personaje impreso. No es el mutante más antiguo dentro de la línea de tiempo ficticia del Universo Marvel. Un número de mutantes lo preceden, entre ellos Selene (activa desde al menos 10 000 a. C), Apocalipsis (nacido en el siglo 30 a. C.), Exodus (nacido en el siglo XII d. C.), Wolverine (finales del siglo XIX), Mystique y Destiny (se desconocen las fechas de nacimiento, pero se sabe que estuvieron activas en el "Amanecer del siglo XX"), el mutante demoníaco Azazel y un grupo de mutantes conocidos como los Externos.
En X-Men # 6 (julio de 1964), el líder de los X-Men, el profesor Xavier y el antagonista Magneto, cada sospechoso Namor es un mutante y se esfuerza por reclutarlo. Los escritores posteriores en los años sesenta y setenta lo describieron como un híbrido, no un mutante, para distinguirlo del mutante X-Men. Cuando la serie fue revivida en 1990, el logotipo del título de la serie llevaba el subtítulo "¡El primer y más poderoso mutante de Marvel!".
Namor es en realidad un híbrido de la fisiología atlante y humano, aunque tiene características principales que ni los atlantes (Homo mermanus) ni los humanos (Homo sapiens) poseen. Estos incluyen su capacidad para volar, y posiblemente su durabilidad y fuerza (que es varias veces la de un Atlante).

## Enemigos
- Attuma - Líder de los bárbaros atlantes, Attuma amenazaría repetidamente a Atlantis; La conquistó en varias ocasiones, y se convirtió en némesis de Namor.
- Byrrah - amigo de la infancia y rival de Namor, Byrrah era la realeza atlante que perdió el trono y lo observó como inadecuado para la posición. Durante muchos años, desafiaría el gobierno de Namor y se aliaría con sus enemigos para usurparlo. Finalmente, parece haber hecho las paces con Namor y se mantiene a su lado como hermano.
- Capitán Barracuda - un pirata moderno que emplea tecnología avanzada que frecuentemente cruzaba espadas con Namor (y varios otros héroes).
- Profundidad Seis - Un grupo formado por Attuma para mantener su dominio de Atlantis durante uno de sus períodos como su conquistador. Sus subordinados incluían Tiburon Tigre, Orka, Piranha, Sea Erchin y Nagala (con la Corona Serpiente).
- Doctor Doom - a veces aliados, a veces enemigos, Doom y Namor se usan mutuamente, pero inevitablemente se vuelven uno contra el otro cuando su sensibilidad última invalida los beneficios de trabajar juntos. Esta ha sido su relación perpetua desde la primera reunión hace años.
- Doctor Dorcas – un científico brillante que creó varias de las mayores amenazas de Namor, como Tiburón Tigre, Orka y Piranha, que a menudo trabajan junto a personas como Attuma y Byrrah. Pareció morir en una batalla con Namor, pero más tarde apareció vivo con habilidades basadas en estrellas de mar.
- Fathom Five – liderado por Llyron, el hijo de la enemiga de Namor, Llyra y supuestamente el mismo Namor. Más tarde, se revela que Llyron es el nieto del hermanastro de Namor.[68] que se hizo pasar por sucesor de Namor que usurpó su trono, Fathom Five trató de aniquilar a la humanidad. Sus miembros incluyen Dragonrider, Bloodtide, Manowar, y Sea Leopard.
- Great White – Un villano albino y entrenador de tiburones. Él emboscó a Loa y a su padre mientras ellos estaban surfeando. Loa logró usar su habilidad para matar a los tiburones, mientras que Great White fue derrotado por Namor.
- Karthon el Buscador - Un sirviente fiel del gobernante lemuriano Naga que buscó la Corona Serpiente para su maestro Namor. Su sentido del honor entró en conflicto con su maestro y, luego de que el gobierno de Naga fue derrocado, Karthon se convirtió en rey y aliado de Namor.
- Llyra – una lemuriana que usurpó el gobierno de Karthon de su reino y se convirtió en la enemiga de Namor cuando trató de restaurar a su amigo y aliado. Ella volvería a enfrentarse a él varias veces, convirtiéndose en la alta sacerdotisa de Set.
- Magneto – a veces aliados, a veces enemigos, Magneto y Namor se usan mutuamente, pero inevitablemente se vuelven uno contra el otro cuando su sensibilidad final invalida los beneficios de trabajar juntos. Esta ha sido su relación perpetua desde la primera reunión hace años.
- Naga – Portador de la Corona Serpiente durante mucho tiempo, Naga gobernaría Lemuria hasta que fue asesinado por su más leal ayudante Karthon.
- Orka – un subordinado de Krang habilitado por el Doctor Dorcas para ser masivamente fuerte y fortalecerse en presencia de la orca. Volvería repetidamente como subordinado de los enemigos de Namor.
- Piraña – creada por el Doctor Dorcas, la Piraña es un enemigo en constante evolución de Namor para regresar una y otra vez.
- Amo de las Marionetas – utilizando a Namor como un peón en varias ocasiones, como contra los Cuatro Fantásticos y obteniendo fondos, el Amo de las Marionetas acumularía la ira del rey del mar. En una ocasión, cuando Namor consideró hacerse amigo de Hulk, Amo de las Marionetas se hizo cargo del gigante verde y lo obligó a luchar contra Namor.
- Tiburón Tigre – un nadador olímpico transformado por el Doctor Dorcas en un híbrido del ADN de Namor y un tiburón tigre. Él lucha contra Namor repetidamente a lo largo de los años, en un momento como un aliado del rey del mar, aunque hoy ha elegido nuevamente ser su enemigo.
- Tyrak – un poderoso guerrero en el ejército de Attuma que puede crecer hasta alcanzar un tamaño monstruoso y tiene una fuerza física increíble.
- U-Man – Meranno fue un rival de la infancia de Namor que se unió al Tercer Reich y tomó el nombre de U-Man. Llevando a los nazis a Atlantis, su ataque dejó a su emperador en estado de coma y Namor lo sucedió. Durante la Segunda Guerra Mundial, él sería el compañero de combate frecuente de Namor.
- Señor de la Guerra Krang - Una vez líder militar de las fuerzas de Atlantis, Krang intentó usurpar el poder de Namor y se convirtió en un enemigo del reino. Volvería repetidamente para desafiar a Namor.

## Otras versiones

### Marvel Noir
En la realidad de Marvel Noir, Namor es el capitán de un barco llamado "Dorma". El Capitán Namor es un pirata infame de los siete mares y un socio de Tony Stark, que le paga por los numerosos viajes en sus aventuras. Namor se considera a sí mismo como un hombre del mar y no comparte ninguna lealtad con ningún país o nación. Como parte de su tradición como pirata, Namor se marca a sí mismo y a su tripulación cortándose las orejas para que se parezcan a las aletas de un tiburón. Él es el capitán de la Dorma, un submarino avanzado que toma el disfraz de un arrastrero de pesca.
En mayo de 1939, Stark contrató a Namor para encontrar la ubicación de Atlantis. Viajó con Stark, James Rhodes y Pepper Potts en el sumergible, el "Happy Hogan", en la localización de la Atlántida y en la búsqueda del valioso Orichalcum. Al regresar a la superficie, Namor y sus amigos fueron capturados inmediatamente por los nazis dirigidos por el Barón Zemo y Von Strucker, y el Orichalcum robado por ellos. Namor y sus aliados fueron dejados morir en su arrastrero por un torpedo; Namor tomó medidas para que todos abordaran rápidamente el Dorma y escaparan antes de que el torpedo destruyera el arrastrero. Más tarde, Namor rescató a Stark tras la destrucción de la flota de aeronaves de Von Strucker, ya que (en palabras de Namor) Stark le debe un bote por la destrucción de la suya.

### MC2
Namor sigue activo en la línea de tiempo futura de MC2, y aún se une ocasionalmente para la batalla junto a Hulk y Doctor Strange como "Defensores". Su apariencia, aunque se ve un poco más antigua, no ha cambiado, excepto por el crecimiento de una perilla. En Fantastic Five vol. 2 # 1 se reveló que había mantenido cautivo al doctor Doom durante más de diez años, después de que el monarca loco destruyera Atlantis. Doom posteriormente escapó, y en el # 4, Namor es visto siendo torturado por él. Se libera después de que Reed Richards se sacrifique para enviar sus conciencias y las de Doom a la Encrucijada del Infinito.

### Ultimate Marvel
En Ultimate Fantastic Four # 24, el equipo está observando las ruinas de Atlantis y encuentra una tumba de aproximadamente 9,000 años de antigüedad que contiene al hibernador Namor, un criminal atlante encarcelado, considerado el peor villano de su tiempo. La traducción de Reed Richards del lenguaje atlante revela que las afirmaciones de Namor sobre la realeza son falsas.
Su inteligencia extrema le permite dominar el inglés en cuestión de minutos simplemente escuchando a los agentes de S.H.I.E.L.D. y los Cuatro Fantásticos hablando. Enfrentando al humano, Namor soporta las llamaradas de fuerza total de la Antorcha Humana y es lo suficientemente fuerte como para luchar contra la Cosa, resistir los campos de fuerza de Sue Storm y estirar a Richards (Mr. Fantástico) hasta casi romperla. Él destruye la maquinaria diseñada para contener a Hulk. Aunque vencido por los Cuatro Fantásticos, crea una marea en forma de Poseidón, que amenaza con destruir Manhattan con él. Se apacigua cuando exige, y recibe, un beso significativo de Sue Storm. Luego regresa al mar.
Namor reaparece al final del número 55, rescatando a una inconsciente Sue luego de ser atacada por la versión definitiva de los Siete de Salem. Más tarde, es visto en Latveria como el prisionero de Doctor Doom.
Ultimate Namor es un atlante mutante con una fisiología anfibia adecuada para la presión del agua. Tiene una gran fuerza súper, durabilidad, capacidad de natación a alta velocidad, vuelo y manipulación de agua.

### 1602
En la serie limitada Marvel 1602 Fantastick Four, Namor se reinventa como Numenor, Emperador de Bensaylum, una ciudad más allá del borde del mundo.
Cuando los personajes llegan a su reino, él está discutiendo con su prima Rita (Namorita) sobre su renuencia a casarse. Ella sugiere que esto se debe a que él mismo se niega a encontrar un consorte. Al encontrarse con los Cuatro de la Fantastick, se siente atraído por Susan Storm e intenta seducirla, sin éxito. Más tarde, él conspira con Otto von Doom para ganarla, mientras "dispone" a Sir Richard Reed. Doom se vuelve contra él, y Numenor es apuñalado con su propio tridente y muere. Debido a que Bensaylum no está bajo el agua, sus habitantes son retratados como básicamente humanos aunque conservan las orejas puntiagudas.

### Tierra-110
Namor ayudó a Doctor Doom, Hulk, Magneto, Red Skull y Ultron en un complot para apoderarse de Nueva York.

### Marvel Zombies
En el universo de Marvel Zombies, Namor tiene un cameo como zombi en la serie limitada original de Marvel Zombies.

### Casa de M
Para dar seguimiento a la alteración de la realidad de Bruja Escarlata, Namor fue considerada la "primera mutante" en la realidad que ella creó bajo la aprobación de Quicksilver. Representó a Atlantis cuando se reunía con Magneto.

### Exiliados
En los números 14 y 15 de Exiles, Namor aparece como un rey que se ha hecho cargo de Latveria. Otra versión de Namor es negra y está casada con Sue Storm y tiene un hijo Remy.

### Tierra X
En la serie Earth X, Namor sufre de demencia. Es responsable de la muerte de Johnny Storm. Como resultado, Franklin Richards usó sus poderes para causar que la mitad del cuerpo de Namor estuviera continuamente en llamas.

### Tierra 9602 (Amalgam Comics)
Namor se combina con el Rey de la Atlántida de DC Comics, Aquaman, para crear Aqua Mariner.

### Otro
Un Namor de otra época aparece con los tres Defensores originales para luchar contra las fuerzas de Hulk Rojo y sus Ofensores, debido a una apuesta realizada por los Primigenios del Universo.

### Mini Marvels
Namor aparece en la función de copia de seguridad "Mini Marvels" en World War Hulk.

### Sub-Marinero: Las Profundidades
El personaje recibe una revisión macabra en esta oscura miniserie de Marvel Knights ambientada en una década de 1950 alternativa. Namor es un ser legendario entre los marineros, que se dice que persiguen y matan cualquier búsqueda de Atlantis. Randolph Stein, un hombre que se gana la vida desacreditando los mitos modernos, es contratado para encontrar Atlantis y, junto con su tripulación de submarinos, encuentra a Namor en las profundidades del océano.

## En otros medios

### Televisión
- En la década de 1950, se planeó una serie de televisión protagonizada por Richard Egan, pero nunca entró en producción. De manera similar, se anunció un piloto de televisión Sub-Marinero durante los años setenta, pero nunca se filmó debido a la similitud con el Hombre de la Atlántida de corta duración.[92]
- En 1966, Namor (junto con el Capitán América, Iron Man, Thor y Hulk) tuvo su propio segmento en la serie animada The Marvel Super Heroes,[93] con la voz de John Vernon.[94]
- En 1967, la serie animada de Hanna-Barbera Fantastic Four tuvo dos episodios con personajes basados en el Sub-Marinero, ya que Grantray-Lawrence ya había licenciado al personaje un año antes. "Demon of the Deep", basado en Fantastic Four # 4, presentó al villano "Gamma", quien usa un gigantesco monstruo submarino para atacar a Nueva York. "Danger in the Depths", basado en Fantastic Four # 33, presenta a "Prince Triton", expresado por Mike Road, y su archienemigo Attuma, expresado por Henry Corden.
- En 1977–78 se ventiló El hombre de la Atlántida. Si bien fue inspirado libremente por Namor, no tenía una relación real con el personaje.[95]
- En 1981, el Sub-Mariner apareció en el episodio de Spider-Man, "Wrath of the Sub-Mariner", con la voz de Vic Perrin. Él ataca a Nueva York en respuesta a la contaminación causada por el Kingpin.
- Apareció en el episodio de "7 Little Superheroes" de Spider-Man and His Amazing Friends, con la voz de William Woodson. Apareció junto a Spider-Friends, Capitán América, Shanna la Diablesa y Doctor Strange cuando Camaleón los invitó a visitar su casa en Wolf Island.
- En 1994, Namor tuvo un papel de estrella invitada en un episodio del episodio de Fantastic Four de 1994 "Now Comes the Sub-Mariner", con la voz de James Warwick.
- Namor apareció en el episodio de The Avengers: United They Stand "To Rule Atlantis", con la voz de Raoul Trujillo. Su retrato se ve en la sala de conferencias en "Avengers Assemble, Part 1".
- En 2006, Namor apareció en los episodios de Fantastic Four: Greatest Heroes "Imperious Rex" y "Atlantis Attacks", con la voz de Michael Adamthwaite.
- En 2013, Namor apareció en el motion cómic de los Inhumanos, con la voz de Trevor Devall.[96]

### Cine
En 1997, Philip Kaufman había comenzado el desarrollo de una película titulada Namor: Sub-Mariner, con Sam Hamm contratado para escribir el guion de 1999. El proyecto fue abandonado en última instancia. En junio de 2001, Namor estaba en desarrollo a partir de Universal Pictures, y David Self se adjuntó para escribir un nuevo guion. En 2002, Saban Entertainment se involucró con el proyecto en un contrato de producción conjunta con Marvel; mientras que el guion fue escrito por Randall Frakes. El rodaje estaba programada para comenzar en 2003, con un lanzamiento previsto para mediados de 2004.
Después de múltiples retrasos en la producción, Chris Columbus entró en las primeras negociaciones para dirigir y se adjuntó a la película desde 2004-2005; mientras que el estudio se propuso lanzar la película en 2007. Jonathan Mostow fue contratado como director en septiembre de 2006. En última instancia, la película nunca se materializó.
En junio de 2014, se confirmó que los derechos cinematográficos de Namor habían regresado a Marvel. Kevin Feige explicó que aunque los derechos son propiedad de Marvel Studios, hay una serie de contratos y acuerdos que deben resolverse. Más tarde, aclaró, que los derechos cinematográficos sobre el personaje son "complicados" con los derechos de distribución de Universal Holding.

### Universo cinematográfico de Marvel
- Kukulcán/Namor[108]aparece en la película del Universo cinematográfico de Marvel, Black Panther: Wakanda Forever (2022), interpretado por Ténoch Huerta.[109]Esta versión es el rey de Talokan,[110]una antigua civilización de personas que habitan en el agua conectadas con los Mayas, así como un mutante.[111]Namor tiene un papel antagónico en la película, similar a algunas versiones en los cómics. En 1571, su madre Fen ingirió una hierba mezclada con vibranium para obtener inmunidad contra la viruela mientras estaba embarazada de su hijo. Esto provocó que ella y el resto de la gente de Yucatán desarrollaran piel azul y branquias que restringieron su capacidad de respirar aire en la superficie, lo que los obligó a reubicarse bajo el agua y establecer Talokan como una nueva civilización. La hierba también provocó que su hijo sufriera una mutación al nacer, lo que le dio orejas puntiagudas y tobillos alados que le permitieron volar, así como una fisiología humana híbrida que le permitió respirar oxígeno y agua simultáneamente. Motivado por su odio al mundo de la superficie, y un reciente descubrimiento de un dispositivo de detección de vibranium diseñado por Riri Williams en el océano que ponía en riesgo a su nación, inicialmente intentó forjar una alianza militar con la nación de Wakanda para proteger a Talokan mientras abastecía a su gente con su ejército debido a su naturaleza igualmente aislacionista a cambio de la custodia de Williams, a lo que tanto la Reina Ramonda como la Princesa Shuri se niegan. Sin embargo, después de una pelea entre las dos naciones, Shuri y Namor llegan a una alianza y optan por ayudarse mutuamente en el futuro.
- Huerta interpretará a Namor en Avengers: Doomsday (2026).[112]

### Novela
- Un hombre de la basura que descubre el desechado traje de Spider-Man de Peter Parker en Spider-Man 2, interpretado por Brent Briscoe, es identificado como Namor en la novelización de la película.[113]

### Videojuegos
- Namor es un personaje jugable en el juego de arcade Sega Spider-Man de 1991.
- Namor tiene un papel secundario en Captain America and The Avengers.
- Namor es un jefe en el juego Fantastic Four de 1997.
- En el videojuego Spider-Man 2000, Namor tiene un cameo en el modo "¿Qué pasaría si..?", durante la batalla de Carnage bajo el agua y en el Visor de personajes.
- Namor aparece como un personaje no jugador en Marvel: Ultimate Alliance en las versiones de Xbox, Xbox 360, PC, PSP y PS2, con la voz de Peter Renaday. Es un personaje jugable en la versión de Game Boy Advance. En las versiones de consola, los héroes investigan la Atlántida para encontrar disturbios en los atlantes, que se han vuelto locos por las armas sónicas utilizadas por Attuma y Tiburón Tigre para derrocar a Namor. Los héroes encuentran a Namor siendo torturado por estar atrapado en una burbuja de oxígeno. Al salvarlo, Namorita le pide a los héroes que ayuden a detener el golpe, así como la tarea opcional de encontrar algas raras que se pueden usar para curar a Namor. Si se completa la tarea, Namor confiará en los habitantes de la superficie, y finalmente se unirá a una organización mundial de superhéroes. Si no, el trono del debilitado Namor será usurpado por Krang, quien robará armas nucleares para librar una guerra contra la humanidad.
- Namor aparece en un juego basado en una máquina tragamonedas con licencia de Marvel
- Namor es un personaje jugable en Marvel Future Fight y Marvel batalla de súper héroes.
- Namor es un personaje jugable en Marvel Rivals, Juego competitivo Hero Shooter publicado por la empresa NetEase.